# Streets of Gold (film)
Pour les articles homonymes, voir Streets of Gold.
Streets of Gold (Marathon) est un film américain de Joe Roth avec Adrian Pasdar et Wesley Snipes sorti en 1986, sur un scénario d'Heywood Gould.

## Fiche technique
- Titre original : Streets of Gold
- Titre français : Marathon
- Réalisateur : Deizso Masgyar
- Scénariste : Tome Coll
- Compositeur : Jack Nitzsche
- Producteur exécutif : Harry Ulfand
- Montage : Richard Chew
- Date de sortie : 1986
- Tous Publics

## Distribution
- Klaus Maria Brandauer : Alek Neuman
- Adrian Pasdar : Timmy Boyle
- Wesley Snipes : Roland Jenkins
- Angela Molina : Elena
- Elya Baskin : Klebanov
- Rainbow Harvest : Brenda
- Dan O'Shea : Vinnie
- John Mahoney : Linnehan
- Jaroslav Stremien : Malinovsky
- Adam Nathan : Grisha